# Skrattabborrtjärnen, Hälsingland
Skrattabborrtjärnen är en sjö i Härjedalens kommun i Hälsingland och ingår i Ljusnans huvudavrinningsområde.